# Tignous
Tignous, pseudoniem van Bernard Verlhac (21 augustus 1957 – Parijs, 7 januari 2015), was een Frans striptekenaar en cartoonist. Tignous overleed bij een aanslag op het hoofdkantoor van Charlie Hebdo in Parijs.

## Publicaties
- 1991: On s'énerve pour un rien
- 1999: Tas de riches
- 2006: Le sport dans le sang
- 2008: C'est la faute à la société
- 2008: Le procès Colonna
- 2010: Pandas dans la brumes
- 2010: Le fric c'est capital
- 2011: 5 ans sous Sarkozy

- Bibliothèque nationale de France: cb12227980v (data)
- Gemeinsame Normdatei: 1202839894
- International Standard Name Identifier: 0000 0000 5488 1182
- Library of Congress Control Number: n96072327
- Nationale Bibliotheek van Tsjechië: xx0262794
- Système universitaire de documentation: 030970199
- Union List of Artist Names: 500356785
- Virtual International Authority File: 33725734
- WorldCat: E39PBJxrYHyxTxgH4ryjpVpkjC

1. 1 2  matchID; geraadpleegd op: 23 maart 2023; Fichier des personnes décédées-identificatiecode: PWDIHtKaMmqO.